# Pterotricha
Pterotricha es un género de arañas araneomorfas de la familia Gnaphosidae. Se encuentra en África, Europa, Medio Oriente y Asia central.

## Lista de especies
- Pterotricha aethiopica (L. Koch, 1875)
- Pterotricha algerica Dalmas, 1921
- Pterotricha arabica Zamani, 2018
- Pterotricha arcifera (Simon, 1882)
- Pterotricha argentosa Charitonov, 1946
- Pterotricha auris (Tucker, 1923)
- Pterotricha cambridgei (L. Koch, 1872)
- Pterotricha chazaliae (Simon, 1895)
- Pterotricha conspersa (O. Pickard-Cambridge, 1872)
- Pterotricha dalmasi Fage, 1929
- Pterotricha djibutensis Dalmas, 1921
- Pterotricha egens Denis, 1966
- Pterotricha esyunini Zamani, 2018
- Pterotricha engediensis Levy, 1995
- Pterotricha insolita Dalmas, 1921
- Pterotricha kochi (O. Pickard-Cambridge, 1872)
- Pterotricha kovblyuki Zamani & Marusik, 2018
- Pterotricha lentiginosa (C. L. Koch, 1837)
- Pterotricha lesserti Dalmas, 1921
- Pterotricha levantina Levy, 1995
- Pterotricha linnaei (Audouin, 1826)
- Pterotricha loeffleri (Roewer, 1955)
- Pterotricha lutata (O. Pickard-Cambridge, 1872)
- Pterotricha marginalis (Tucker, 1923)
- Pterotricha mauritanica Denis, 1945
- Pterotricha montana Zamani & Marusik, 2018
- Pterotricha nadolnyi Zamani, 2018
- Pterotricha nomas (Thorell, 1875)
- Pterotricha parasyriaca Levy, 1995
- Pterotricha paupercula Denis, 1966
- Pterotricha pavlovskyi Spassky, 1952
- Pterotricha procera (O. Pickard-Cambridge, 1874)
- Pterotricha pseudoparasyriaca Nuruyeva & Huseynov, 2016
- Pterotricha punctifera Dalmas, 1921
- Pterotricha quagga (Pavesi, 1884)
- Pterotricha saga (Dönitz & Strand, 1906)
- Pterotricha schaefferi (Audouin, 1826)
- Pterotricha shnitnikovi Spassky, 1934
- Pterotricha simoni Dalmas, 1921
- Pterotricha sinoniae Caporiacco, 1953
- Pterotricha somaliensis Dalmas, 1921
- Pterotricha stevensi Zamani, 2018
- Pterotricha strandi Spassky, 1936
- Pterotricha syriaca Dalmas, 1921
- Pterotricha tikaderi Gajbe, 1983
- Pterotricha vicina Dalmas, 1921